# Roc Malè
El Roc Malè és una muntanya de 2.296metres que es troba al municipi de Queralbs, a la comarca catalana del Ripollès.